# Jermaine Dupri
Jermaine Dupri Mauldin (23 de setembro de 1972), conhecido profissionalmente como Jermaine Dupri ou JD, é um rapper americano, cantor, compositor, produtor musical, ator, DJ e produtor de televisão. Ele nasceu em Asheville, Carolina do Norte e foi criado em Atlanta. Trabalhou e produziu para Kris Kross, Mariah Carey, Usher, Jay-Z, Nelly, Monica, Migos, Da Brat, Jagged Edge, Janet Jackson, TLC, Ludacris, Alicia Keys, Bow Wow e Destiny's Child. 

## Início da vida e carreira
Antes de continuar a sua carreira artística, Dupri abriu uma pequena loja, "Rap Corna Guuds". Mais tarde, ele formou a dupla de adolescente Kris Kross (Chris Kelly e Chris Smith) após reunião com os meninos em um shopping local, em 1991. O primeiro álbum da banda, Totalmente Krossed Out, foi lançado em 1992 e foi multi-platina devido a seus singles "Jump" e "é uma vergonha". Ele estabeleceu sua própria gravadora chamada So So Def Recordings em 1993. Pouco tempo depois ele descobriu feminino de R & B Xscape grupo em um festival em Atlanta, e assinou com o rótulo recém-cunhadas. Hummin "Comin 'at' Cha e ganhou disco de platina. Durante o mesmo ano, em Yo! MTV Raps ele conheceu o rapper de Chicago Shawntae Harris, AKA Da Brat através de Kris Kross, contratou-a para seu selo So So Def Recordings, e lançou seu primeiro Álbum Funkdafied (1994), que ganhou disco de platina. Suas finanças não eram prejudicadas por um acordo de distribuição com a Columbia Records fez em 1993. Ele contribuiu para o Core Lil 'Kim álbum de 1996 rígido na faixa "Not Tonight".

Em 1998, Jermaine Dupri superou todos os seus empreendimentos comerciais anteriores com a sua participação no lançamento do álbum Destinys Child de estréia homônimo. Dupri renovou o foco em sua própria carreira musical e lançou a festa continua, o primeiro single do seu debut álbum de estúdio Jermaine Dupri apresenta a vida em 1472: a trilha sonora original. Também nesse ano ele conheceu Lil Bow Wow e ele assinou a tão So Def Recordings. As duas formas mais tarde faria parte, mas continuou a colaborar em projetos posteriores. O contrato com a Columbia foi encerrado em 2002, e em 2003 mudou para Dupri gravadora Arista. Jermaine trabalhou no álbum de Mariah Carey, Natal, Feliz Natal, bem com [[Weezer e Lil Wayne na música "Não Pode Parar festa." Ele também colaborou com o DJ Chuckie a fazer uma versão vocal da música Let The Kick Bass.
Ele contribuiu para a maior parte dos álbuns de Mariah Carey, incluindo seu álbum de retorno da carreira, 2005, The Emancipation of Mimi com o hit "We Belong Together", que ficou em número um por 14 semanas não-consecutivas, tornando-se a segunda mais longa em execução música número um na história dos EUA gráfico, atrás colaboração Carey 1996 com Boyz II Men em "One Sweet Day". Ele também tem sido uma grande contribuição para a carreira do cantor de R&B Usher, produzindo a maioria de seus maiores sucessos em seu álbum My Way.

## Vida Pessoal
Dupri tem dois filhos, e uma filha, chamada Shaniah Mauldin (1998), com a sua ex-namorada, Suor Pam, e outro por uma stripper, que levou à dissolução Dupri com Janet Jackson. Ele namorou a cantora de R&B, Janet Jackson, a partir de agosto de 2001 a março de 2009.

## Discografia
- 1996: 12 Soulful Nights of Christmas
- 1998: Life in 1472
- 2001: Instructions
- 2005: Jermaine Dupri Presents...Young, Fly & Flashy, Vol. 1